# Tsejen-Oidowyn Tserennjam
Tsejen-Oidowyn Tserennjam (mongolisch Цэен-Ойдовын Цэрэнням, englisch Tseyen-Oidovyn Tserennyam, wiss. Transliteration Cėen-Ojdovyn Cėrėnnjam; * 27. November 1968) ist ein ehemaliger mongolischer Boxer.

## Sport
Tsejen-Oidowyn Tserennjam trat bei den Olympischen Sommerspielen 1988 in Seoul an. Im Fliegengewichtsturnier schied er in der ersten Runde gegen den späteren Olympiasieger Kim Kwang-sun aus.